# Campanula veneris
Campanula veneris är en klockväxtart som beskrevs av Carlström. Campanula veneris ingår i släktet blåklockor, och familjen klockväxter.
Artens utbredningsområde är Cypern. Inga underarter finns listade i Catalogue of Life.